# The Eternal City (film 1915)
The Eternal City è un film muto del 1915 diretto da Edwin S. Porter e da Hugh Ford. È il debutto sullo schermo di Pauline Frederick.
Nel 1923, ne venne fatto un remake dallo stesso titolo, per la regia di George Fitzmaurice e l'interpretazione di Barbara La Marr.
Il soggetto è tratto dal melodramma The Eternal City di Hall Caine (Londra, 1901), tratto a sua volta da un suo romanzo, La città eterna. La pièce andò in scena a Londra il 2 ottobre 1902. Negli Stati Uniti, fu presentata a New York il 17 novembre 1902 al Victoria Theatre di Broadway con le musiche e l'orchestrazione di Pietro Mascagni.

## Trama
In Vaticano la moglie di Leone, una delle guardie svizzere, per essere stata lasciata dal marito, decide di uccidersi. Prima di farlo, abbandona il suo bambino alla mercé delle suore di Carità. Cresciuto, il piccolo Davide viene affidato a un uomo che lo porta con sé a Londra, ma che lo maltratta. Nella capitale inglese, Davide fa amicizia con Roma, la figlia del dottor Rosselli, un profugo politico italiano.
Davide - che ha preso il nome di Rossi - e Roma si sposano. La donna però, viene considerata da tutti l'amante del barone Boselli, il primo ministro italiano. La sua conoscenza con il barone salva dalla morte Davide, perché la sua attività politica lo ha posto tra i nemici del primo ministro che vuole, per questo, eliminarlo. Roma è indotta, con l'inganno, a tradire il marito che non crede alla sua innocenza e uccide il barone. La donna, allora, si assume lei la responsabilità del delitto.
Davide diventa amico del papa, scoprendo alla fine di esserne il figlio. L'influenza del pontefice porterà alla liberazione di Roma che potrà così riunirsi al marito.

## Produzione
Il film fu prodotto dalla Famous Players Film Company. Venne girato a Londra e a Roma.

## Distribuzione
Ne venne fatta una prima in visione privata a New York il 27 dicembre 1914. Distribuito dalla Select Film Booking Agency, il film - presentato da Daniel Frohman - uscì nelle sale cinematografiche degli Stati Uniti l'anno seguente, il 12 aprile 1915. In Portogallo, fu distribuito il 9 febbraio 1918 con il titolo Cidade Eterna.
Non si conoscono copie ancora esistenti della pellicola che viene considerata presumibilmente perduta.